# Banda de música

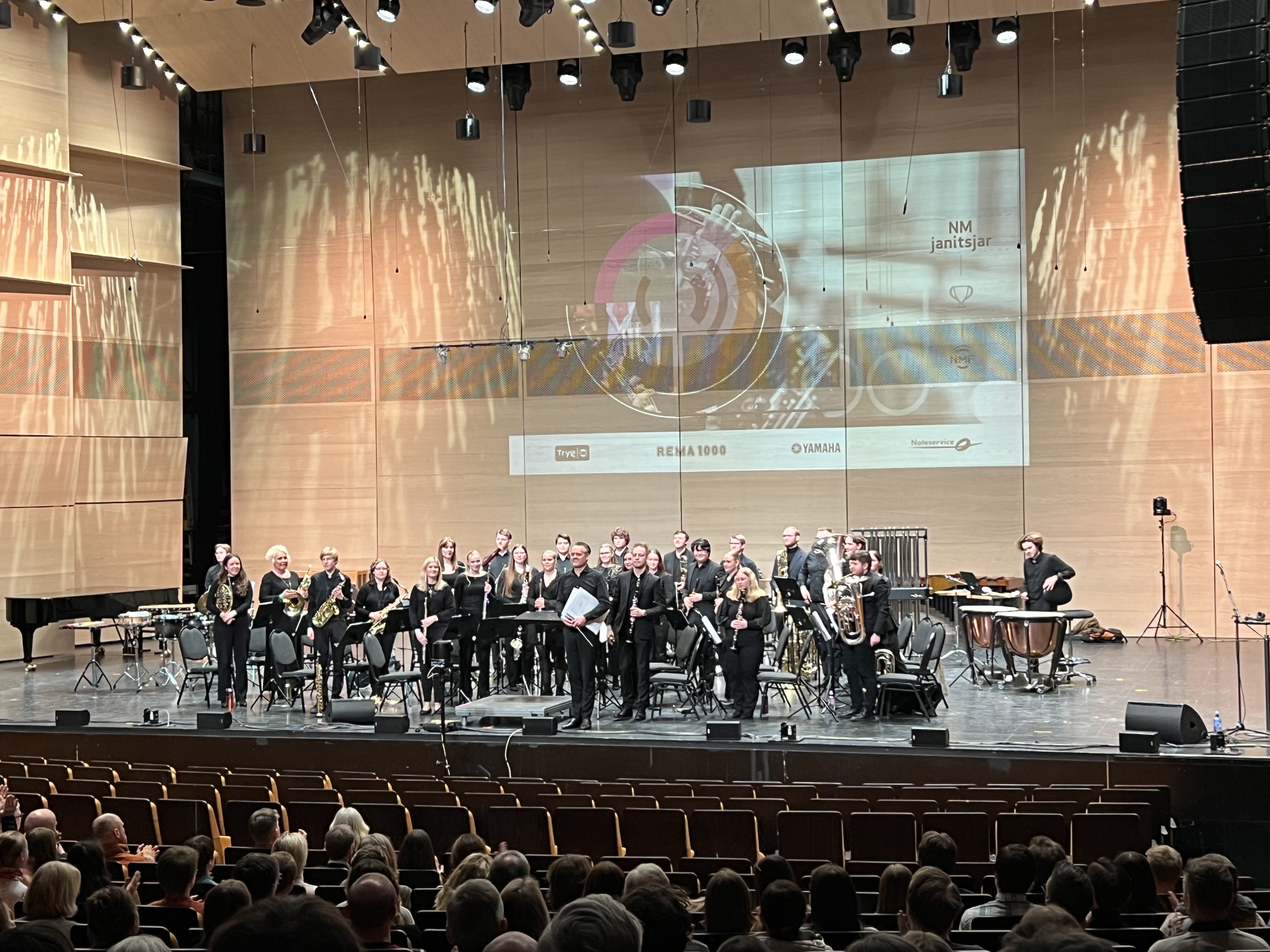
Banda de viento Bjergsted

Una banda de música es una agrupación musical formada  por instrumentos de viento  y percusión. Un factor importante es que la banda esté constituida por instrumentos que puedan ser tocados mientras el músico marcha en los desfiles, en las batallas o en desfiles religiosos
En ocasiones se utiliza el término «banda» (del inglés band) para designar a grupos musicales como bandas de rock, pop y otro tipo de agrupaciones que siendo también un tipo de conjunto musical nada tienen que ver con el concepto de «banda de música». La palabra «banda» por su significado refiriéndonos a la faja o insignia militar pudo haber terminado relacionándose definitivamente con este tipo de formación musical porque en sus orígenes las bandas estaban íntimamente ligadas al mundo militar.
Las bandas de música gozan de una larga historia, tan antigua como la de la propia música dado que ya en textos sumerios, egipcios, hebreos, chinos y de otras civilizaciones antiguas encontramos referencias a agrupaciones de instrumentos de viento y percusión que servían para acompañar el combate o durante el culto religioso.
No obstante, el concepto de banda en la actualidad está más ligado, por sus instrumentos más evolucionados y su estructura, a las bandas que existieron en el siglo XVII. Estas bandas cumplían una función organizativa en el combate, además de ser inspiradoras de las tropas con himnos o canciones nacionales o incluso animar los actos oficiales.
El desarrollo y mejora de las bandas es una historia paralela al desarrollo de los propios instrumentos que la van conformando desde la evolución del antiguo sacabuche al moderno trombón, o ya sea la aparición de nuevos instrumentos como el clarinete o el saxofón.
El uso de bandas se volvió más usual cuando los romanos iban a la batalla, utilizaban instrumentos como el clarín, para subir la moral a sus tropas al ir a la batalla.

## Tipología de las bandas de música en la actualidad
Hay muchos tipos de bandas de música, entre las que se encuentran:
- bandas sinfónicas,
- bandas militares,
- bandas de jazz o big bands,
- bandas de tambores y cornetas o fanfarrias,
- bandas procesionales,
- Marching Bands o bandas de espectáculo.

### Bandas sinfónicas
Su función principal es la realización de conciertos, ya sea en espacios cerrados o al aire libre. En ellas además de los instrumentos de viento, madera, metal y percusión, suelen agregarse instrumentos de cuerda frotada como los violonchelos y contrabajos. Pueden tener también arpa y piano, pero en contadas ocasiones. Son bandas de gran versatilidad que ejecutan todo tipo de música, aunque suelen interpretar obras escritas y arregladas u orquestadas específicamente para bandas de cornetas y tambores. Estas bandas suelen disponer de una elevada cantidad de integrantes dado que requieren un gran número de instrumentos. Según su dedicación pueden ser bandas profesionales o amateur. Según su financiación pueden ser públicas (por ejemplo, bandas municipales) o privadas (sostenidas por asociaciones o sociedades privadas).

### Bandas militares
Su función principal es el acompañamiento de eventos militares: desfiles, actos oficiales, etc. En estas bandas no hay instrumentos de cuerda. Son las bandas con más historia, en ocasiones incluyen gaitas y otros instrumentos. Suelen ser bandas profesionales y con un elevado número de miembros.

### Bandas dejazzoBig Band
Son bandas dedicadas a la interpretación de la música jazz, su función es puramente musical o de entretenimiento. Pueden ser profesionales o amateur. Como elemento característico del estilo de este tipo de agrupación los músicos improvisan en solitario dentro de una base rítmica-armónica.

### Bandas de cornetas y tambores
Como su nombre indica son bandas formadas por cornetas y tambores, de origen militar y dedicadas al acompañamiento de desfiles.
También acompañan procesiones religiosas.

### Agrupaciones Musicales
Son el punto medio entre la banda de cornetas y tambores y la banda profesional. Tiene una mezcla entre el sonido militar de una banda de cornetas y tambores y la musicalidad de la banda procesional. Se compone de instrumentos de viento metal y percusión. Acompañan a procesiones religiosas.

### Bandas procesionales
Bandas convencionales formadas por viento madera, viento metal y percusión. Carecen de cuerdas y su función principal es la de acompañar las procesiones religiosas. Suelen ser privadas.

### Marching Bands o bandas de espectáculo
Bandas convencionales dedicadas a la amenización de eventos sociales (normalmente deportivos). Estas bandas son muy abundantes en los Estados Unidos de América. Suelen ser bandas amateur y privadas (sostenidas por universidades, escuelas, etc.). Las más representativas son Trojan Marching Band de la USC y la Michigan Marching Band de la Universidad de Míchigan. Anualmente asisten bandas estadounidenses y extranjeras al Desfile del Torneo de las Rosas donde hacen presentaciones musicales en el Estadio Rose Bowl.

## Clasificación
Podemos hacer una clasificación dentro de las bandas según algunos criterios específicos:
- Su función musical y social:
  - Bandas militares: dedicadas básicamente al acompañamiento musical de eventos militares.
  - Bandas civiles: su función básica es la realización de conciertos y el entretenimiento.
  - Bandas procesionales: dedicadas fundamentalmente al acompañamiento musical de las procesiones.
  - Bandas taurinas: su función es tocar en las corridas de toros.
- Según el tipo de música que ejecutan:
  - Bandas de jazz o Big Bands.
  - Bandas procesionales/religiosas.
  - Marching Bands.
  - Militares.
  - Folclóricas.
  - Polivalentes: bandas que no se ciñen a un tipo de música concreto (por ejemplo, banda sinfónica).
- Según su objetivo :
  - Profesionales.
  - Amateur, se lo utiliza al referirse a un grupo aficionado de la actividad o que lo hacen como hobby y no como una carrera profesional.
- Según la finalidad musical:
  - Bandas de acompañamiento: aquellas que se forman para acompañar un evento concreto y amenizarlo. Bandas militares, procesionales, marching bands, etc.
  - Bandas «puramente» musicales: su finalidad es únicamente la interpretación musical. Banda sinfónica, big band, etc.